# Жеовресја
Жеовресја (фр. Géovreissiat) насеље је и општина у источној Француској у региону Рона-Алпи, у департману Ен (Рона-Алпи) која припада префектури Нантија.
По подацима из 2011. године у општини је живело 950 становника, а густина насељености је износила 202,56 становника/km². Општина се простире на површини од 4,69 km². Налази се на средњој надморској висини од 500 метара (максималној 724 m, а минималној 446 m).

## Демографија
| 1962. | 1968. | 1975. | 1982. | 1990. | 1999. | 2011. |
| ----- | ----- | ----- | ----- | ----- | ----- | ----- |
| 225   | 238   | 279   | 323   | 455   | 714   | 950   |

График промене броја становника у току последњих година